# Gerhard Janssen Schmid
Gerhard Janssen Schmid (auch: Johann Gerhard Schmid oder Schmid I) (* 28. Juli 1770 in Logabirum; † 1. März 1845 in Oldenburg) war Orgelbauer, der die Oldenburger Linie der Orgelbauerfamilie Schmid begründete. Obwohl er seinen Firmensitz in Oldenburg hatte, wirkte er hauptsächlich in Ostfriesland.

## Leben
Gerhard Janssen Schmid entstammte einer weit verzweigten Orgelbauerfamilie. Er war zweiter Sohn des Orgelbauers Ihno Eylard Schmid und seiner Frau Elisabeth geb. Janssen und Onkel des Orgelbauers Wilhelm Eilert Schmid. Sein älterer Bruder Anton Friedrich Schmid (* 13. Januar 1765 in Logabirum; † 29. September 1846 in Quakenbrück) wohnte seit 1791 in Quakenbrück und wirkte im Raum Osnabrück und im Emsland. In Leer heiratete Gerhard Janssen Schmid am 23. Dezember 1808 Margaretha Imkea Müller, die Tochter eines Müllers aus Marienhafe. 1810 erhielt er das Privileg des Orgelbauers für das Herzogtum Oldenburg, wohin er 1811 zog und wo er seine Werkstatt betrieb, blieb aber vor allem in Ostfriesland tätig. Nach seinem Tod übernahm sein Sohn Johann Claussen Schmid (1811–1881) die Werkstatt in Oldenburg (1845–81). Der Enkel Johann Martin Schmid leitete von 1881 bis 1919 die Firma, die anschließend von der Firma Rohlfing übernommen wurde.

## Werk
In Ostfriesland hat Schmid drei Neubauten durchgeführt:
- 1798–99 baute er in Strackholt eine zweimanualige Orgel mit 14 Registern und angehängtem Pedal, die im Laufe der Zeit aber manche Veränderungen erfuhr. 1971 fügte Hans Wolf ein Unterwerk und ein selbstständiges Pedalwerk hinzu, das nach dessen Tod von Hermann Hillebrand 1973 vollendet wurde, der gleichzeitig die historischen Teile der Orgel restaurierte. In einem weiteren Schritt wurden 1986 die vier noch vakanten Zungenregister von Hillebrand neu angefertigt, sodass die Orgel jetzt über 23 Register verfügt. Die Strackholter Orgel ist damit eine der größten Dorforgeln Ostfrieslands.
- 1812–13 baute Schmid in Logabirum eine kleine Orgel mit sieben Registern und angehängtem Pedal. Das Werk wurde 1928 durch eine Orgel von Wendt und Heise ersetzt.
- In Landschaftspolder baute er 1814 eine kleine Orgel mit acht Registern und angehängtem Pedal. Das Innenwerk wurde 1915 durch Gebr. Rohlfing ersetzt, der alte Prospekt und das Gehäuse blieben aber erhalten. 1987–88 führte die Krummhörner Orgelwerkstatt einen Neubau mit fünf Registern im Stil von Gerhard Janssen Schmid hinter dem historischen Prospekt durch.

1803 reparierte Schmid die Orgel in Buttforde und gestaltete das Äußere um, indem er die seitlichen Flügeltüren beseitigte und durch Schnitzwerke ersetzte sowie die bekrönenden Urnen schuf. In Dedesdorf, St. Laurentius, ersetzte er 1838 ein Register im Pedal und legte eine gleichstufige Stimmung an. Reparaturen sind u. a. an folgenden Orgeln nachgewiesen: Uttum (1795–96, 1805), Eilsum (1795–97), Victorbur (1808), Osteel (1808–10) und Hesel (1810).

## Werkliste (Auswahl)
Die Größe der Instrumente wird in der fünften Spalte durch die Anzahl der Manuale und die Anzahl der klingenden Register in der sechsten Spalte angezeigt. Ein großes „P“ steht für ein selbstständiges Pedal, ein kleines „p“ für ein angehängtes Pedal. Eine Kursivierung zeigt an, dass die betreffende Orgel nicht mehr erhalten oder lediglich der Prospekt erhalten ist.
| Jahr            | Ort               | Kirche                           | Bild | Manuale | Register | Bemerkungen |
| --------------- | ----------------- | -------------------------------- | ---- | ------- | -------- | --- |
| 1795–1796, 1805 | Uttum             | Uttumer Kirche                   |      | I       | 9        | Reparatur → Orgel der Uttumer Kirche |
| 1795–1797       | Eilsum            | Eilsumer Kirche                  |      | I/P     | 10       | Reparatur der Orgel von Joachim Kayser (1710), von der nur der Prospekt erhalten ist. |
| 1798–1799       | Strackholt        | Barbara-Kirche                   |      | I/p     | 12       | Neubau; im Laufe von zwei Jahrhunderten mehrfach umgebaut und 1986 auf II/P/23 erweitert. |
| 1803            | Buttforde         | St.-Marien-Kirche                |      | I/p     | 9        | Arbeiten an der Orgel und Umgestaltung des Äußeren → Orgel von St. Marien (Buttforde) |
| 1808            | Victorbur         | St.-Victor-Kirche                |      | I/p     | 8        | Reparatur der Orgel von Johann Gottfried Rohlfs (1817–18), von der nur der Prospekt erhalten ist. |
| 1808            | Wiarden           | St. Cosmas und Damian (Wiarden)  |      | I/P     | 14       | Einige Register von Schmid erhalten; 1963 Umbau durch Alfred Führer (heute I/P/14) |
| 1808–1810       | Osteel            | Warnfried-Kirche                 |      | II/p    | 13       | Reparatur der → Orgel der Warnfried-Kirche (Osteel) |
| 1810            | Hesel             | Liudgerikirche                   |      | I/P     | 13       | Reparatur; nicht erhalten |
| 1812–1813       | Logabirum         | Logabirumer Kirche               |      | I/p     | 9        | Neubau; alte Orgel nach Cleverns verkauft und umgesetzt, wo Prospekt erhalten ist; die Schmid-Orgel wurde 1928 durch ein gebrauchtes Werk ersetzt                                                       |
| 1814            | Landschaftspolder | Landschaftspolder Kirche         |      | I/p     | 8        | Neubau, von dem nur das alte Gehäuse und der Prospekt erhalten ist; 1987–88 wurden fünf neue Register im Stil von Schmid durch die Krummhörner Orgelwerkstatt gebaut.                                   |
| 1817            | Tossens           | St. Bartholomäus                 |      | II/p    | 14       | Erweiterungsumbau einer Orgel eines unbekannten Erbauers (1660), von der 6 Register erhalten sind (damals I/p/10); 1963 Erweiterungsumbau durch Alfred Führer (neues Rückpositiv und Pedal) auf II/P/16 |
| 1831            | Zwischenahn       | St. Johannes                     |      | II/p    | 14       | Nur Prospekt erhalten; 1973 Neubau durch Detlef Kleuker (II/P/23) |
| 1836            | Elsfleth          | St. Nikolai                      |      | II/P    | 19       | 1955 Erweiterungsumbau durch Führer (heute II/P/21) |
| 1838            | Dedesdorf         | St. Laurentius                   |      | II/P    | 18       | Austausch eines Registers im Pedal; Einrichtung der Gleichstufigen Stimmung |
| 1840            | Minsen            | St.-Severinus-und-Jacobus-Kirche |      | I/P     | 13       | Neubau; bis auf die 1917 abgelieferten Prospektpfeifen original erhalten |